# Dactylaea
- Commons
- Wikispecies

Dactylaea é um género botânico pertencente à família Apiaceae.